# Литвинизм

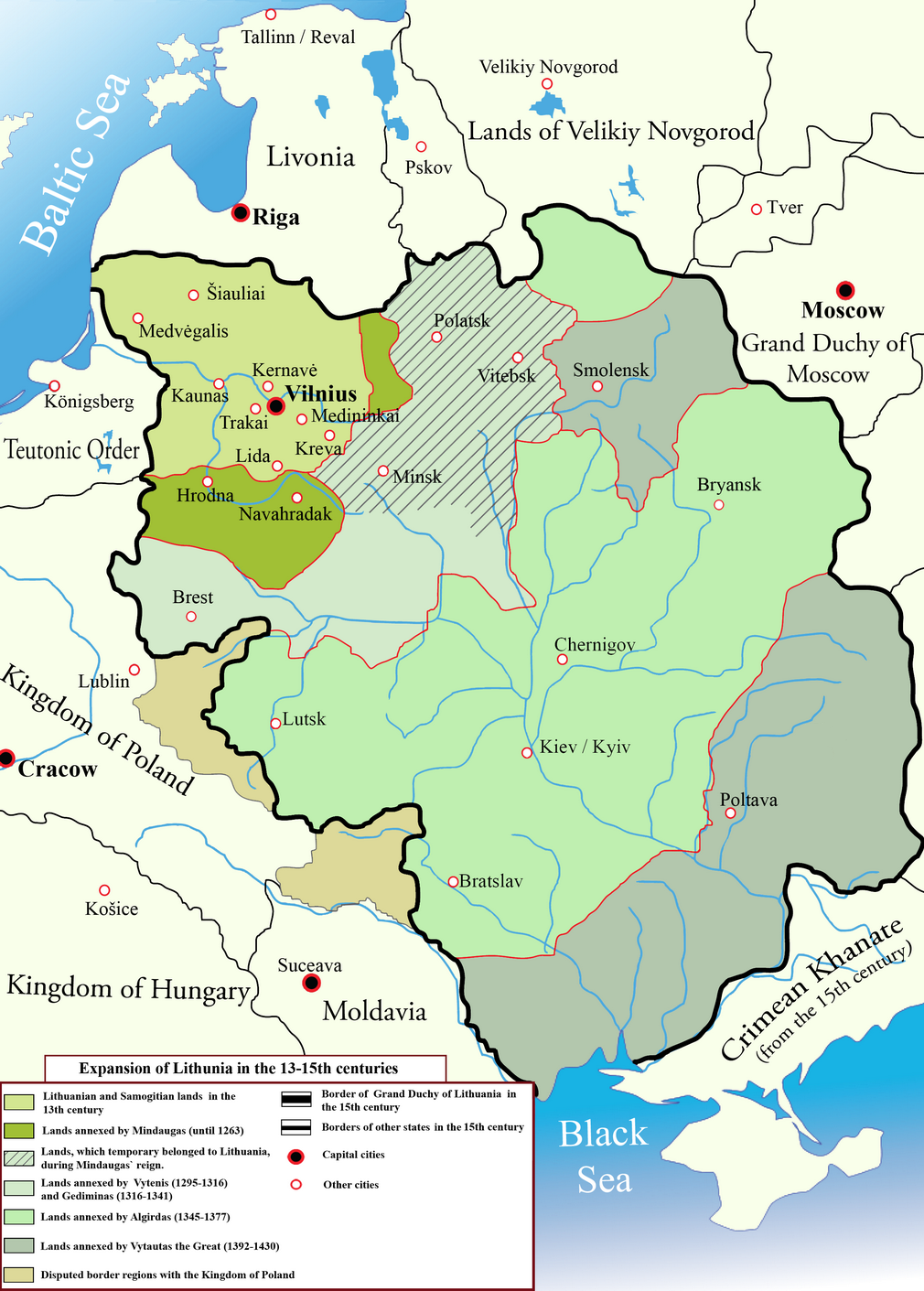
Карта Великого княжества Литовского, основной основы литвинской идентичности, в наибольшей степени приходится на XIII—XV вв.

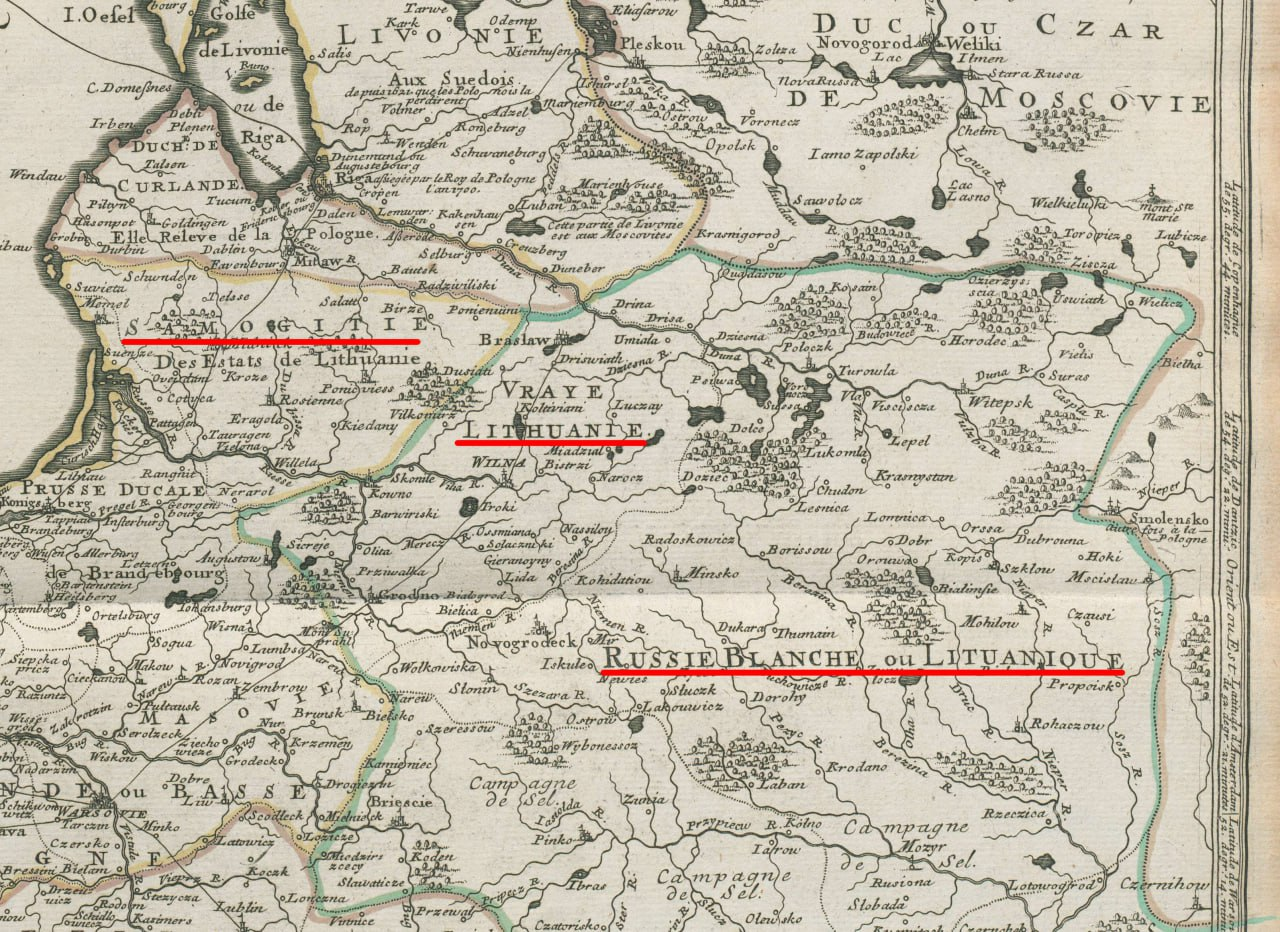
Литва настоящая (Vraye Lithuanie) на карте 1700 года. По соседству Жмудь (Самогития) и Русь Белая или Литовская (Russie Blanche ou Lithuanique)

Литвинизм (бел. ліцвінства, ліцвінізм, літвінства или літвінізм) — философско-политическое течение, которое основывает историю Беларуси на наследии Великого княжества Литовского и подчеркивает прибалтийскую составляющую белорусского этноса. В соответствии с другим определением, литвинизм — это система исторических представлений, основным из которых, является представление о ведущей роли предков белорусов в ВКЛ. Сторонники апеллируют к тому, что в Великом княжестве Литовском преобладал славянский элемент, применяя полиэтноним литвины как самоназвание, рассматривая литовскую точку зрения на вопрос — следствием фальсификации истории. Сторонниками литвинизма современная Литва именуется произношения названия (Летува) или Жмудзь, Жемайтия. Противники литвинизма считают его маргинальной псевдоисторической теорией.
Литвинско-кривицкий концепт происхождения и идентичности белорусов появился в эпоху романтизма и получил популярность среди части современной белорусской интеллектуальной элиты как подчёркивающий уникальность белорусской этнокультурной среды, её обособленность от «русского мира». Представляет собой проявление политического романтизма.
Некоторые литвины отвергают свою белорусскую национальную идентичность и принадлежность к Республике Беларусь, в пользу реконструированной балтийско-католической литвинской («литовской») идентичности, основанной на истории и наследии Великого княжества Литовского. По данным национальных переписей, лишь несколько десятков жителей Беларуси указывают свою этническую принадлежность как литвины, а не как белорусы.

## История литвинизма
В целом этноним «литва» для представителей литературы романтизма представлял собой многофункциональное тематическое поле идейной борьбы, на котором решалась судьба новой, «романтической» мифопоэтики. Образ Литвы как обобщённого историко-культурного континуума, а не строго конкретного географического пространства, фигурирует и у таких писателей, как Чеслав Милош и Якуб Колас. Так, литвином называет себя герой трилогии Коласа «На ростанях» Баранкевич. В период романтизма и позднее литвинами себя именовали себя дворяне, связывавшие себя с традициями Великого княжества Литовского и бывшие носителями его патриотического государственного самосознания даже в эпоху, когда этого государства уже не существовали, но традиции и воспоминания о нём сохранялись ещё длительно время. Например свой «литвинизм» подчёркивал известный этнограф Ян Карлович.
По словам литовского историка Томаса Баранаускаса, «литвинизм» представляет собой синтез двух разных историографий: царской русской, которая утверждала, что Великое княжество Литовское было литовско-русским государством, и межвоенной польской историографии, которая считала полонизированных литовцев восточной Литвы «литвинами» (то есть «настоящими литовцами»), в отличие от балтов Литовской Республики.
Литвинизм появился после разделов Речи Посполитой из-за потребности Российской империи изменить старую великокняжескую литовскую идентичность на новую, которая лучше отвечала бы интересам империи. Профессор Санкт-Петербургского университета Осип Сенковский, родом из Виленского края, сотрудничал с царской администрацией и разработал теорию о славянском происхождении литовского государства и о том, что оно якобы было создано русинами, переселившимися на запад из-за монгольского нашествия.  Кроме того, его современник, псевдоисторик И. Кулаковский, пропагандировал тезисы о том, что Литва была славянской до образования Великого княжества Литовского.
После Первой мировой войны планы Юзефа Пилсудского восстановить Речь Посполитую были разрушены стремлением литовцев к собственному, независимому государству, проявившемуся в национальном государстве Литовской Республике. В пропагандистских целях распространены теории о том, что литовцы Литовской Республики являются летувисами, не имеющими никакого отношения к «правильным» и «историческим» литовцам, литвинам. Польский историк Феликс Кароль Конечный использовал термины letuwskije, Letuwa и letuwini для описания «фальшивых литовцев» в своей книге Polska między Wschodem i Zachodem («Польша между Востоком и Западом») и других работах. Он также писал о том, что Вильнюс должен принадлежать историческим литвинам и, таким образом, быть городом, принадлежащим полякам, а не литовцам.

Карта Литвы по Ермаловичу

Распад Советского Союза привёл к тому, что эти идеи переняли некоторые белорусские националисты, стремящиеся к национальной идентичности. Белорусский историк-самоучка Николай Ермалович утверждал, что историческая Литва находилась на территории между Новогрудком и Минском, то есть на белорусских территориях, якобы часть которых заняла современная Литва. Н. Ермалович считал Жемайтию единственной балтской территорией Великого княжества Литовского, а Аукштайтию — искусственно выдуманной этнографической областью, занимающей часть белорусских земель.  Теории литвинизма были развиты ещё раньше кандидатом исторических наук Павлом Урбаном в белорусской диаспоре ФРГ: профессиональный историк изложил своё видение проблемы в трудах «О национальном характере Великого княжества Литовского и историческом термине Литва» (1964), «В свете исторических фактов» (1972), «К вопросу этнической принадлежности древних литвинов» (1994) и «Древние литвины. Язык, происхождение, этническая принадлежность». К концу XX века распространителей идей литвинизма стало больше: Витовт Чаропко популяризировал представление о Великом княжестве Литовском как белорусском государстве с белорусскими лидерами, а Александр Кравцевич пытался доказать что первой столицей Литовского государства и городом, где был коронован Миндовг, был Новогрудок, а Великое княжество Литовское представляет собой балто-славянское государство с доминированием восточнославянского элемента.
В позднейшее время в информационном пространстве Беларуси понятие «литвин» всё чаще встречается как способ альтернативной самоидентификации белорусского этноса. Популярность определяется тем, что «литвинизм» имеет определённые исторические предпосылки. Однако распространение этих идей происходит только среди националистически настроенной
интеллигенции. Литвинизм в современных проявлениях представляет собой не столько национальное самоопределение, сколько обобщение этнокультурной принадлежности.
В последние годы число последователей литвинизма в Беларуси растёт, происходит разделение на ещё более мелкие, часто маргинальные историко-идеологические направления.
Литвинизм в основном поддерживается в книгах, изданных в Беларуси и в Интернете, а также на английском языке, которые ориентированы на иностранную аудиторию в попытке распространить «открытия» Н. Ермаловича и «настоящую» историю Великого княжества Литовского. Однако эксперты отмечают, что литвинизм не получил широкого распространения. В белорусском научном сообществе преобладают самые разные идеи, например, античные историки руководствуются советскими ориентирами и методологией, хотя определённо есть и учёные-литвинисты.
Для первых представителей романтизма более значимыми были культурные, а не политические идеи, по причине чего национальная общность виделась ими расплывчато, они ограничивались в основном декларациями общего характера. Главным для них было государство, достоинства которого они не ставили под сомнение, а нацию воспринимали преимущественно через фольклор и идеализированные исторические эпизоды, через миф о былом величии. В настоящее время некоторые идеи, заимствованные из романтической философии, неоконсерваторы и приверженцы «кривицко-литвинской» идеологии используют в сочетании уже с постановкой конкретных политических задач.
В XXI веке интерес к литвинизму вырос, а отдельные его элементы часто используются в качестве консолидирующей основы. И. М. Шумская выделяет в информационном пространстве Беларуси несколько подходов к использованию этого концепта. Радикальный подход включает идею невосточнославянское происхождение литвинов — от готов, балтославян, венедов и др.). Сторонники этого подхода выдвигают претензии к России за многовековое угнетение и призывают к историческому реваншу. При другом, умеренно-радикальном подходе не признаётся участие балтов в формировании Великого княжества Литовского, этноним «литовцы» присваивается славянам, сторонники требуют вернуть древние литвинские земли, такие как Вильно, Белосток, Смоленск, Брянск. Отмечается негативное отношение к западнорусизму и стремление существенно расширить сферу применения белорусского языка. Сторонники третьего, умеренного полхода, отождествляют литвинскую культуру с историей Великого княжества Литовского
и Речи Посполитой, поддерживают униатство и шляхетское самосознание. Они отрицают этническое единство восточнославянского мира, общность исторических судеб «русских, белорусов и малороссов», заявляют об унижении и угрозе со стороны России. Умеренно-либеральный подход предполагает, восточнославянские черты лучше всего сохранились у белорусов, в сравнении с русскими и украинцами, в связи с чем сторонники не желают становиться вровень с этими народами. Они стремятся к сохранению белорусской государственности, отгораживаясь от проблем соседей, требуют, чтобы небелорусы проявляли лояльность, ощущали себя некоренными жителями, уважали литвинское понимание истории. Либеральный подход признаёт за белорусами права использования привычной для них разговорной формы языка. Они осознают себя частью Европы, в которую для России вход закрыт. Российскую государственность они рассматривают как антагониста, который способен поглотить Беларусь. Подход предполагает обособление от единого культурного пространства с Россией в пользу доминирования собственных этнокультурных особенностей.
Все эти направления в той или иной мере обособляют белорусский народ от «единого русского мира», что воспринимается негативно сторонниками этой идеи, которые сгруппированы в основном вокруг информационных ресурсов, наподобие regnum.by, sobor.by, zapadrus.su, imperiya.by, которые рассматривают Беларусь в качестве северо-западной окраины Российской империи, а затем СССР. Некоторые радикальные представители литвинизма выдвигают идеи сепаратизма, вплоть до разделения Беларуси на две части.

## Литвины
Мотивация некоторых белорусских культурных деятелей, принявших литвинскую идентичность, — это отказ от советской идеологии, навязанного Советским Союзом панславизма и одновременно белорусской национальной идентичности, которую литвинские активисты считают советской. Литвинисты подчеркивают свою близость к литовцам и полякам, рассматривая Великое княжество Литовское как общее наследие народов, проживающих на его бывшей территории, при этом, подчёркивая главенствующую роль белорусов в государстве. Ранее идея, присущая только некоторым интеллектуалам, после распада Советского Союза в 1990-х годах «литвинизм» приобрел популярность среди некоторых белорусских гражданских лиц.
Литвинисты считают Великое княжество Литовское восточнославянским или балто-славянским государством, хотя часть литвинистов поддерживает теорию создания Великого княжества западнославянским племенем лютичей. Литвинисты претендуют на эту двойственность из-за значительного восточнославянского влияние на государство.
В последнее время некоторые литовские истории полагают, что литвинов не существовало и они появились благодаря СССР. Но данный миф литвины разрушают тем, что ещё в «Chronicon terrae Prussiae von Peter von Dusburg» от 1326 г. (хроника Тевтонского Ордена) можно видеть, что литвинами (Littouwin) называли Гедемина, его наместника Давида Городенского и воинов Гродно (Гарты).
Согласно Статуту ВКЛ 1566 г. (арт. 9, раздел 3)
«… Но на благородность [шляхетство-дворянство] и всякую должность духовную и светскую не может быть избран, даже от Нас Государя ставленник, только издавна предков своих уроженец Великого Княжества Литовского Литвин и Русин …».
В одном из писем к Александру I Тадеуш Костюшко писал:
«Родился я литвином… и немного лет жизни мне остается, а сумерки еще покрывают будущую судьбу моей родины и многочисленных ее окраин.»
В 1506 году Франциск Скорина заканчивает факультет вольных искусств как философ со степенью бакалавра, позже получает звание лиценциата медицины и степень доктора вольных искусств, о чём свидетельствует четкая актовая запись: «Франциск из Полоцка, литвин».
С помощью подобных сведений литвинисты пытаются построить свою преемственность со Средними веками.
По мнению некоторых белорусов и литовских националистов, белорусы — славянизированные балты. Киркевич утверждает, что балты когда-то населяли Брянск и Смоленск, проживая вплоть до Орла и Москвы.

### Язык
Белорусский историк Ян Лялевич, который идентифицирует себя как литвин, цитировал средневековые московские источники, в которых «старобелорусский» язык назывался «литовским языком». Он также описывает средневековых литвинов как «протонацию, существовавшую примерно с XIV века до конца XIX века, когда исчезли ее остатки, представленные в основном католической шляхтой и интеллигенцией».
Сообщается, что некоторые литвинские активисты обучают своих детей изменённым формам белорусского языка, которые считаются более традиционными и дерусифицированными, или просят, чтобы в их паспортах была указана их литвинская этническая принадлежность. Это может распространяться и на белорусское государство, одним из примеров этого является белорусский историк Ян Лялевич, заявивший в 2017 году: «Лично я до сих пор убежден, что еще не поздно вернуть нашему государству его настоящее название: Литва» (бел. Літва).

## Оценки

### В Беларуси
Литвинизм не оказывает существенного влияния на белорусскую политику, его сторонники больше внимания уделяют таким областям, как образование. Ему противостоят как пророссийское правительство Лукашенко, так и проевропейски настроенная белорусская оппозиция.
По словам Алеся Чайчица, секретаря по вопросам информации Рады Белорусской Демократической Республики, статья о литвинизме в англоязычной Википедии написана «литовскими маргиналами».

### В Литве
Многие литовские авторы рассматривают «литвинизм» как потенциально опасный или вредный для современного литовского государства и то что у следующих этим идеям недостаток образования.
Томас Баранаускас утверждает, что у литвинизма есть сторонники и в России, хотя там он ещё менее популярен, чем в Белоруссии. Некоторые русские литвинисты называют Великое княжество Литовское русским государством.
Лев Криштапович утверждает, что:

На самом деле под видом белорусского национализма, или так называемого литвинизма, выступает польская шляхетская клика, стремящаяся превратить Беларусь в восточные окраины Польши.

### В Великобритании
Литвинизм не поддерживается Британской энциклопедией, в которой говорится, что Великое княжество Литовское было создано исключительно литовцами, что Литва в прошлом управляла территориями современной Беларуси и что белорусы не имели никаких государственных и национальных символов до 1918 года. Известный историк Арнольд Дж. Тойнби также поддерживает подход, согласно которому литовцы завоевали русинские территории.